# 尼樂·勒梅
尼樂·勒梅（英語：Nicolas Flamel）是J·K·羅琳的奇幻小說《哈利波特》系列中的虛構人物，其原型是真實歷史上出現的同名人物。小說中，他是現代唯一一位能夠製造魔法石的人，因此能夠與妻子長生不老。他跟霍格華茲的校長阿不思·鄧不利多是多年的老友。

## 角色
的時候，已屆665歲的尼樂·勒梅與妻子於德文郡過著平靜的生活，他把魔法石交托給鄧不利多代為保管。同時，佛地魔為了重生而派遣奎若教授奪取魔法石，但遭哈利、榮恩與妙麗阻止。為避免魔法石落入壞人之手，尼樂·勒梅與鄧不利多一致認為魔法石必須被摧毀，他存放了足夠的長生不老藥讓夫妻倆能夠把後事安排妥當；在魔法石被摧毀了一段時間後，尼樂·勒梅夫婦也去世了。
羅琳在《Pottermore》網站上透露了有關尼樂·勒梅的背景訊息，他出身於法國的魔法學校波巴洞學院。勒梅在致富後資助了波巴洞學院，波巴洞中的噴泉便是以尼樂·勒梅夫婦而命名的。

## 原型
尼樂·勒梅的原型即為歷史上14世紀的法國煉金術士尼古拉·弗拉梅爾。羅琳表示她在撰寫《神秘的魔法石》期間曾夢到尼樂·勒梅的實驗室。

## 電影
在電影版《哈利波特：神秘的魔法石》中尼樂·勒梅並未出現。
不過，後來尼樂·勒梅於哈利波特前傳「怪獸系列電影」的第二部《怪獸與葛林戴華德的罪行》登場，由墨西哥演員布朗提斯·尤杜洛斯基飾演。

## 外部連結
- 尼樂·勒梅 （页面存档备份，存于），Pottermore（英文）